# Kay Nesbit
Kay Marie Nesbit (* 22. Juni 1941, verheiratete Kay Terry) ist eine australische Badmintonspielerin.

## Karriere
Kay Nesbit siegte von 1964 bis 1968 fünf Mal in Folge bei den australischen Meisterschaften im Dameneinzel. Weitere vier Titel gewann sie im Doppel, weitere zwei im Mixed. Für Australien startete sie 1963, 1965 und 1969 bei der Whyte Trophy sowie 1966 und 1970 bei den British Commonwealth Games.

## Referenzen
- Annual Handbook of the International Badminton Federation, London, 28. Auflage 1970, S. 110–112
- commonwealthgames.com.au

| Personendaten    | Personendaten                                      |
| ---------------- | -------------------------------------------------- |
| NAME             | Nesbit, Kay                                        |
| ALTERNATIVNAMEN  | Nesbit, Kay Marie (vollständiger Name); Terry, Kay |
| KURZBESCHREIBUNG | australische Badmintonspielerin                    |
| GEBURTSDATUM     | 22. Juni 1941                                      |